# Нафанаил (Диакопанайотис)
Митрополи́т Нафанаи́л (греч. Μητροπολίτης Ναθαναήλ; в миру Фи́липпос Диакопанайо́тис, греч. Φίλιππος Διακοπαναγιώτης; род. 3 сентября 1960, Андимахия) — епископ Константинопольской православной церкви, митрополит Косский и Нисиросский (с 2009), ипертим и экзарх Кикладских островов.

## Биография
Родился 3 сентября 1960 года в Андимахии на Косе, в Греции.
В 1985 году принял монашество в ставропигиальном Карпафском Васском монастыре святого Георгия и в том же году был хиротонисан во иеродиакона.
В 1986 году окончил высшую церковную школу в Афинах и митрополитом Карпатским и Касским Амвросием (Панайотидисом) был хиротонисан во иеромонаха, после чего до 1995 годах служил проповедником Карпатской и Касской митрополии.
Впоследствии продолжил богословское образование в богословском институте Афинского университета, который окончил в 1998 году.
С 1995 по 2009 год — Протосинкелл Карпафской митрополии.
23 февраля 2009 года решением Священного синода Константинпольского патриархата был избран митрополитом Косским и Нисиросским.
8 марта того же года в патриаршем храме святого Георгия на Фанаре был хиротонисан во епископа с возведением в сан митрополита Косского и Нисиросского. Хиротонию совершили: Патриарх Варфоломей, митрополит Феодоропольский Геннадий (Афанасиадис), митрополит Карпатский и Кассий Амвросий (Панайотидис), митрополит Имврский и Тенедский Кирилл (Драгунис), митрополит Австрийский Михаил (Стаикос), митрополит Атлантский Алексий (Панайотопулос), митрополит Принконисский Иаков (Софрониадис), митрополит Приконнисский Иосиф (Харкиолакис), митрополит Филадельфийский Мелитон (Карас), митрополит Севастийский Димитрий (Комматас), архиепископ Охридский и Митрополит Скопский Иоанн (Вранишковский).